# ハックス・レコード
ハックス・レコード（Hux Records）は、1998年に発足したイングランドを拠点とするイギリスのレコード・レーベル。
特に「ジョン・ピール・セッション」や「BBC Radio1コンサート」など、未発表であったBBCにおけるレコーディングなど古い素材の発掘リリースを専門としている。ハックスは、優れた独立系レコード・レーベルとして定評があり、幅広い種類のクラシック・アーカイヴ・レコーディングを提供している。マルコム・モーリーのバンド、サム・アップル・パイやヘルプ・ユアセルフ、1976年に録音されたもののリリースされていなかった（失われたマスターテープが最近になり発見された）マンのデビュー作といった、様々なアーティストによる録音もハックスは再リリースした。

## アーティスト
- アトミック・ルースター (Atomic Rooster)
- アウト・デ・フェ (Auto Da Fé)
- バック・ドア (Back Door) ※ジャズ・トリオ
- ベアフット・ジェリー (Barefoot Jerry)
- ビー・バップ・デラックス (Be-Bop Deluxe)
- ビリー・ジョー・スピアーズ (Billie Jo Spears)
- ブロードウィン・ピッグ (Blodwyn Pig)
- ブリジット・セント・ジョン (Bridget St John)
- ブリンズレー・シュウォーツ (Brinsley Schwarz)
- キャラヴァン (Caravan)
- クリント・ブラック (Clint Black)
- コニー・スミス (Connie Smith)
- ダックス・デラックス (Ducks Deluxe)
- ダフィ・パワー (Duffy Power)
- ドクター・ストレンジリー・ストレンジ (Dr. Strangely Strange)
- ドリームタイム (Dreamtime)
- エッグズ・オーヴァー・イージー (Eggs over Easy)
- エルトン・ディーン (Elton Dean)
- エルトン・ディーン & ソフィア・ドマンシッチ (Elton Dean and Sophia Domancich)
- エキップ・アウト (Equip Out) ※ピップ・パイルのバンド
- アーニー・グレアム (Ernie Graham)
- ファミリー (Family)
- フォーカス (Focus)
- フォーマリー・ファット・ハリー (Formerly Fat Harry)
- ゲイ&テリー・ウッズ (Gay and Terry Woods)
- ジーン・ヴィンセント (Gene Vincent)
- ジーン・ワトソン (Gene Watson)
- ジェントル・ジャイアント (Gentle Giant)
- グレアム・パーカー (Graham Parker)
- グリース・バンド (Grease Band)
- グリムス (Grimms)
- グリフォン (Gryphon)
- ジプシー (Gypsy)
- ハロルド・マクネア (Harold McNair)
- ヘルプ・ユアセルフ (Help Yourself)
- ヘロン (Heron)
- イアン・ゴム (Ian Gomm)
- アイスバーグ (Iceberg) ※Deke Leonard's band
- アイソトープ (Isotope)
- ヤン・アッカーマン (Jan Akkerman)
- ジョン・マーティン (John Martyn)
- ジョン・セバスチャン (John Sebastian)
- ケヴィン・エアーズ (Kevin Ayers)
- ココモ (Kokomo)
- ルー・ルイス (Lew Lewis)
- マルコム・モーリー (Malcolm Morley)
- マッチング・モウル (Matching Mole)
- マッギネス・フリント (McGuinness Flint)
- ミック・ソフトリー (Mick Softley)
- ミッキー・ジャップ (Mickey Jupp)
- ニール・イネス (Neil Innes)
- ニルス・ロフグレン (Nils Lofgren)
- ニュークリアス (Nucleus)
- ペンタングル (Pentangle)
- ピーター・アイヴァース (Peter Ivers)
- サイキック・ウォーリアー (Psychic Warrior)
- リック・ウェイクマン (Rick Wakeman)
- ロビン・ヒッチコック (Robyn Hitchcock)
- ロジャー・モリス (Roger Morris)
- スキッド・ロウ (Skid Row)
- ソフト・マシーン (Soft Machine)
- ソフト・マウンテン (Soft Mountain) ※エルトン・ディーン、ヒュー・ホッパー参加バンド
- ストーニー・エドワーズ (Stoney Edwards)
- テリー・エドワーズ (Terry Edwards)
- ザ・ブルース・バンド (The Blues Band)
- エドガー・ブロートン・バンド (The Edgar Broughton Band)
- ヒグソンズ (The Higsons)
- インクレディブル・ストリング・バンド (The Incredible String Band)
- オンリー・ワンズ (The Only Ones)
- ザ・ルーモア (The Rumour)
- ザ・ チューブス (The Tubes)
- ティル・ナ・ノーグ (Tír na nÓg)
- トム T. ホール (Tom T. Hall)
- ヴァイオレント・ファムズ (Violent Femmes)
- ウィズ・ジョーンズ (Wizz Jones)
- レックレス・エリック (Wreckless Eric)